# Samuel Kende
Samuel Kende (geb. 1858 in Klausenburg, Kaisertum Österreich; gest. 1928 in Wien) war ein österreichischer Kunsthändler, Antiquar und Auktionator. Er gründete und führte in Wien das prominente Kunstantiquariat und Auktionshaus S. Kende, das nach dem Anschluss Österreichs „arisiert“ wurde.

## Leben

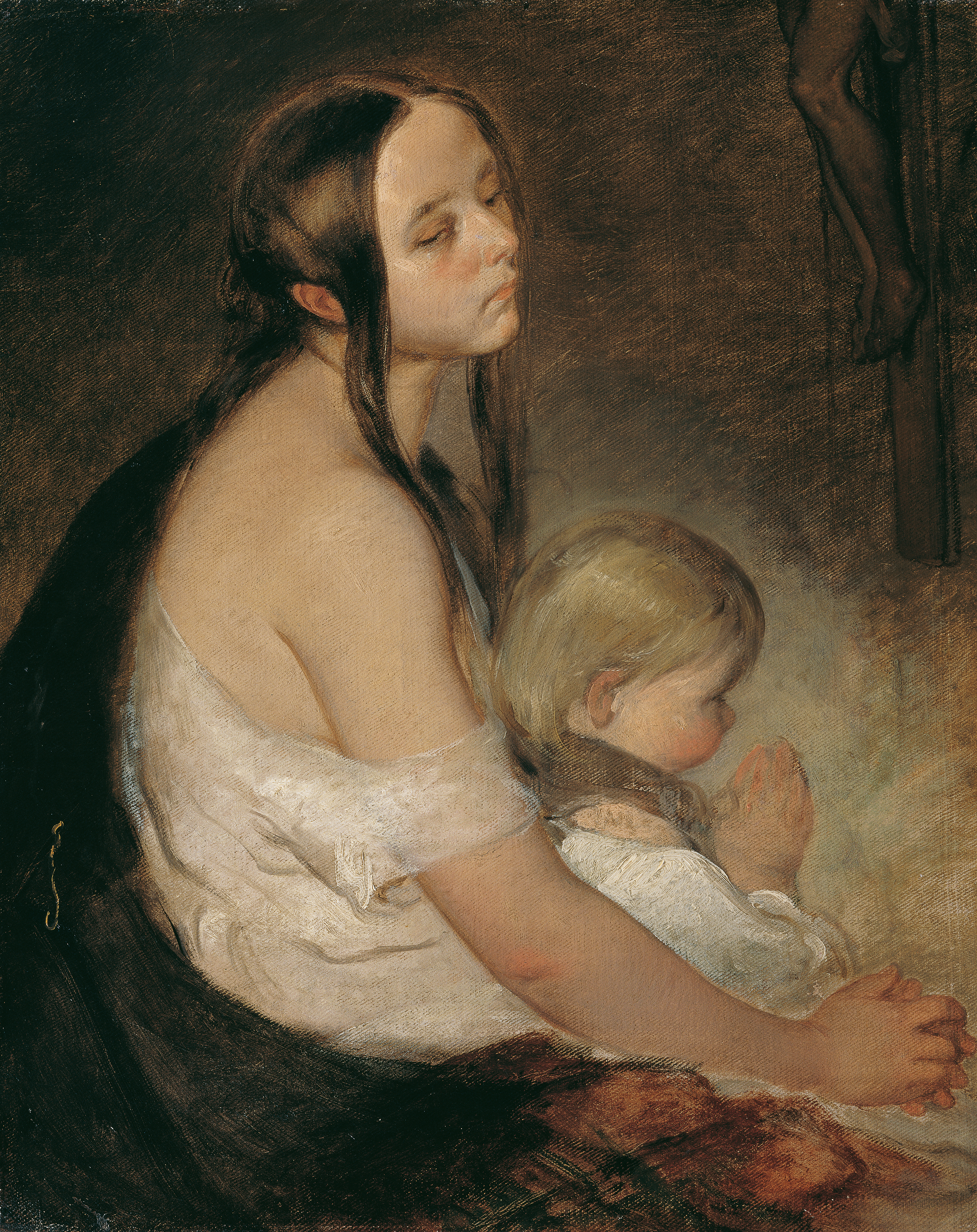
Peter Fendi: Mutter mit Kind unter dem Kruzifix, 1899 in der Sammlung von Samuel Kende

Samuel Kende war aus Siebenbürgen nach Wien gekommen. Er gründete 1888 mit seinem Bruder, Albert Kende, eine antiquarische Buchhandlung mit theologischen, archäologischen und kunstliterarischen Werken. Ab 1895 fanden Versteigerungen statt. Albert Kende machte sich in den 1890er Jahren als Auktionator selbstständig.
Das Kunstantiquariat und Auktionshaus „S. Kende“ ließ Samuel Kende 1918 als Einzelfirma mit Sitz in Wien I, Weihburggasse 18, in das Handelsregister des Handelsgerichts Wien eintragen, später als Offene Handelsgesellschaft (OHG). Er handelte mit Kupferstichen, Lithographien, Ölgemälden, Aquarellen. Ab 1920 war der Firmensitz die Rotenturmstraße 14, wo er sein Angebot auf Möbel, Teppiche, Juwelen, Gold- und Silberwaren erweiterte. Er führte zahlreiche Kunstaktionen durch, darunter sogenannte Hausversteigerungen, bei denen gesamte Wohnungsinventare an Ort und Stelle versteigert wurden, wie sie auch vom Dorotheum veranstaltet wurden, und zählte namhafte in- und ausländische Sammler zu seinen Kunden.  Nach seinem Tod führten seine Witwe Melanie (geboren 1872) und der jüngste Sohn, Herbert Alexander Kende (geboren 1908) das Auktionshaus weiter. Für die Jahre 1930 bis 1938 sind 31 Hausauktionen dokumentiert. 1930 veranstalteten sie eine Gedenkausstellung für Rudolf von Alt, für die Sammler Leihgaben zur Verfügung stellten. Im Jahr 1937 erzielte die Firma einen Umsatz von rund 487.000 Schilling.
Nach dem „Anschluss“ Österreichs an das Deutsche Reich wurde es spätestens Ende 1938 Juden untersagt einen Betrieb zu führen. Die Ausschaltung und Enteignung „jüdischer“ Antiquariatsunternehmer wurde innerhalb nur weniger Monate vollzogen. Die Firma S. Kende wurde zunächst von Blasius Fornach, dem Inhaber einer Antiquitäten-, Miniaturen- und Gemäldehandlung in Wien, „kommissarisch“ verwaltet, anschließend von Arthur Raimund Morghen, nach Aktenlage „Politischer Leiter der NSDAP“. Bereits Mitte Mai 1938 hatte sich der Münchner Kunsthändler Adolf Weinmüller bei der Reichstatthalterei (Österreichische Landesregierung) um die „Arisierung“ der Firma S. Kende bemüht, die er am 19. November 1938 „trotz heftiger Proteste der Wiener Auktionshäuser und Kunsthandlungen“ zugesprochen bekam. Sie wurde als „S. Kende Nachfolger. Adolph Weinmüller & Co. Wiener Kunstversteigerungshaus“ ins Handelsregister eingetragen.
Melanie Kende und ihr Sohn Herbert konnten in die Vereinigten Staaten flüchten und gründeten in New York den Kunsthandel „Kende Galleries“. Sie beantragten 1947 bei der Rückstellungskommission in Wien die Restitution ihrer Firma ein. Dem wurde 1948 stattgegeben und das Auktionshaus wieder in „S. Kende“ umbenannt. Es hatte bis in die 1950er Jahre Bestand und wurde am 17. Oktober 1955 aus dem Wiener Handelsregister gelöscht. Melanie und Herbert Kende kehrten nicht mehr nach Wien zurück.
Albert Kende starb am 3. Dezember 1942 im Alter von 70 Jahren im Konzentrationslager Theresienstadt.